# Chaîne du Prince-Albert
La chaîne du Prince-Albert (en anglais : Prince Albert Mountains) est un massif de montagnes de la terre Victoria en Antarctique.
Son point culminant est le pic Timber, dans le chaînon Eisenhower, à 3 070 mètres d'altitude. Parmi les autres sommets figurent le mont Mackintosh, à 2 468 mètres d'altitude, le mont Joyce à 1 830 mètres, le mont Billing (en) à 1 420 mètres, le mont Mallis (en) à 1 360 mètres et le mont Priestley (en) à 1 100 mètres.